# Güterbahnhof Stuttgart

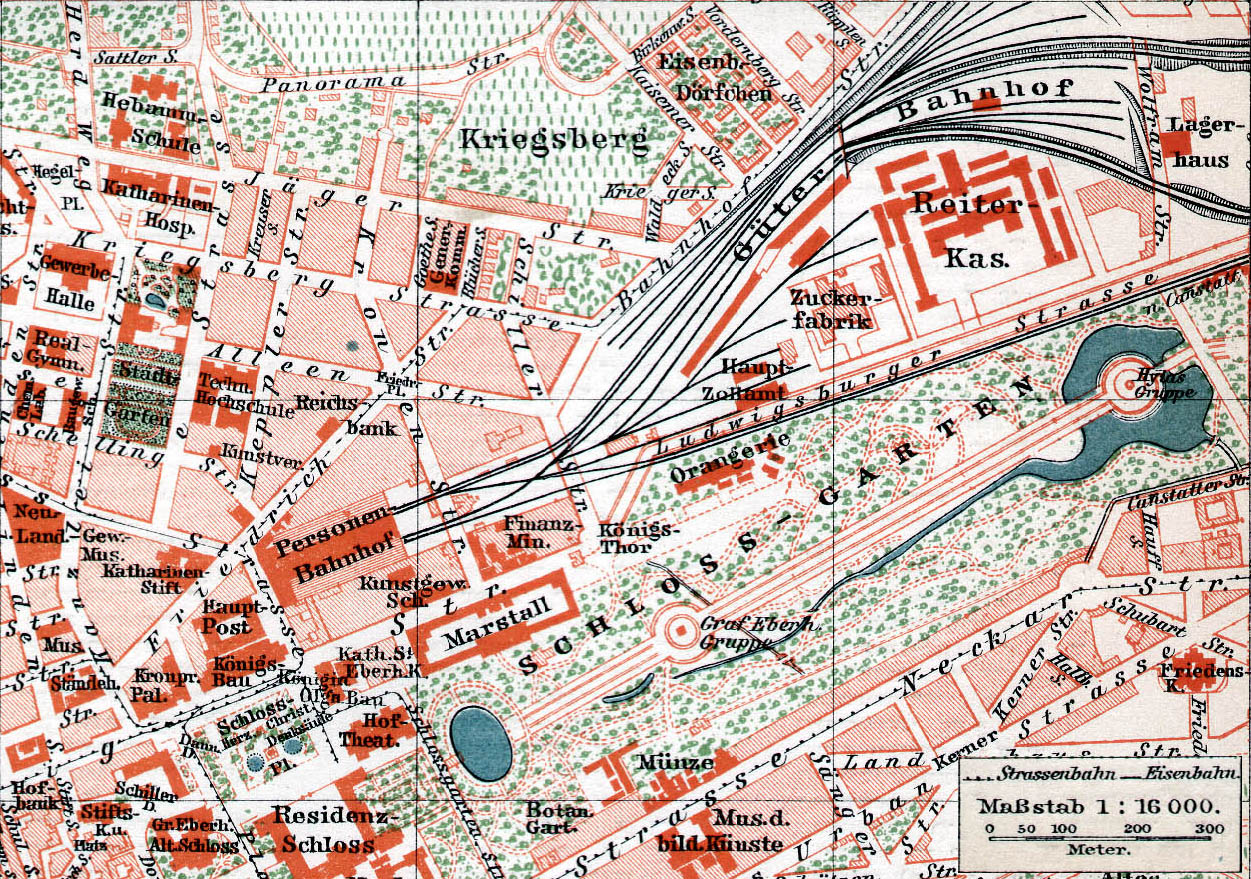
Der Güterbahnhof in einem Stadtplan von 1896. Die Darstellung ist gedreht (Nordwesten ist oben); die Position von Personen- und Güterbahnhof wurde im Zuge der Inbetriebnahme des neuen Hauptbahnhofs 1922 weiter nach Norden verlegt.

Der Güterbahnhof Stuttgart war ein Güterbahnhof, der sich in der Innenstadt der Landeshauptstadt Stuttgart befand. In den 1980er Jahren wurde er aufgegeben. Auf dem 16 Hektar großen Areal ist mittlerweile das Europaviertel entstanden.

## Lage und Aufbau
Der Bahnhof befand sich zwischen den Gleisen des Stuttgarter Hauptbahnhofs, der Heilbronner Straße und der Wolframstraße.
Der Bahnhof verfügte über drei Einfahr- und sieben Ausfahrgleise. Die Steuerung erfolgte zuletzt über ein Drucktastenstellwerk nahe der Wolframstraße. Die Anlage bestand aus 13 Ladegleisen für Stückgüter, vier Ladegleisen einer Spedition, je zwei Kran- und Zollgleisen, zehn Privatanschlussgleisen und 14 Wagenladungsgleisen. Über einen Ablaufberg wurden die Wagen auf die einzelnen Ladegleise verteilt. Im Süden des Geländes, nördlich des Hauptbahnhofes, befanden sich die Güterabfertigung und die Expressgutabfertigung der Deutschen Bundesbahn. Mit Schließung des Güterbahnhofes wurde die Güterabfertigung nach Kornwestheim verlegt. Nur der Name des unter dem Europaviertel verlaufenden Tunnel Wagenladungsstraße erinnert heute noch an den Bahnhof.